# Clube Oriental de Lisboa
 (juillet 2019).
Maillots
L'Oriental Lisbonne est un club portugais de football fondé le 8 août 1946 à Lisbonne.

## Historique
Le club passe 7 saisons en Liga Sagres (1re division) entre 1950 et 1975.
Il obtient son meilleur classement en D1 lors de la saison 1950-1951, où il se classe 5e du championnat, avec 11 victoires, 5 matchs nuls et 10 défaites.
L'Oriental Lisbonne évolue pour la dernière fois en D2 lors de la saison 1988-1989.

## Bilan saison par saison
|           | I   | II  | III | IV  | V   | Points | Journées | V   | N   | D   | B.M. | B.P. | Diff. |
| --------- | --- | --- | --- | --- | --- | ------ | -------- | --- | --- | --- | ---- | ---- | ----- |
| 1950-1951 | 5   |     |     |     |     | 27 pts | 26       | 11  | 5   | 10  | 37   | 57   | -20   |
| 1951-1952 | 13  |     |     |     |     | 18 pts | 26       | 8   | 2   | 16  | 48   | 72   | -24   |
| 1952-1953 |     | ... |     |     |     | ...    | ...      | ... | ... | ... | ...  | ...  | ...   |
| 1953-1954 | 14  |     |     |     |     | 15 pts | 26       | 4   | 7   | 15  | 35   | 67   | -32   |
| ...       | ... | ... | ... | ... | ... | ...    | ...      | ... | ... | ... | ...  | ...  | ...   |
| 1956-1957 | 8   |     |     |     |     | 23 pts | 26       | 8   | 7   | 11  | 27   | 44   | -17   |
| 1957-1958 | 14  |     |     |     |     | 13 pts | 26       | 4   | 5   | 17  | 21   | 68   | -47   |
| ...       | ... | ... | ... | ... | ... | ...    | ...      | ... | ... | ... | ...  | ...  | ...   |
| 1960-1961 |     | 4   |     |     |     | 36 pts | 26       | 16  | 4   | 6   | 53   | 31   | +22   |
| 1961-1962 |     | 10  |     |     |     | 20 pts | 26       | 8   | 4   | 14  | 40   | 55   | -15   |
| 1969-1970 |     | 7   |     |     |     | 29 pts | 26       | 10  | 9   | 7   | 29   | 21   | +8    |
| ...       | ... | ... | ... | ... | ... | ...    | ...      | ... | ... | ... | ...  | ...  | ...   |
| 1973-1974 | 12  |     |     |     |     | 21 pts | 30       | 9   | 3   | 18  | 35   | 79   | -44   |
| 1974-1975 | 13  |     |     |     |     | 20 pts | 30       | 5   | 10  | 15  | 21   | 51   | -30   |
| ...       | ... | ... | ... | ... | ... | ...    | ...      | ... | ... | ... | ...  | ...  | ...   |
| 1995-1996 |     |     | 9   |     |     | 44 pts | 34       | 11  | 11  | 12  | 41   | 36   | +5    |
| 1996-1997 |     |     | ... |     |     | ...    | ...      | ... | ... | ... | ...  | ...  | ...   |
| 1997-1998 |     |     | 2   |     |     | 63 pts | 34       | 19  | 6   | 9   | 49   | 34   | +15   |
| 1998-1999 |     |     | 6   |     |     | 52 pts | 34       | 13  | 13  | 8   | 40   | 35   | +5    |
| ...       | ... | ... | ... | ... | ... | ...    | ...      | ... | ... | ... | ...  | ...  | ...   |
| 2002-2003 |     |     | 14  |     |     | 47 pts | 38       | 13  | 8   | 17  | 36   | 43   | -7    |
| 2003-2004 |     |     | 12  |     |     | 48 pts | 38       | 12  | 12  | 14  | 45   | 48   | -3    |
| 2004-2005 |     |     | 15  |     |     | 48 pts | 38       | 11  | 15  | 12  | 36   | 41   | -5    |
| 2005-2006 |     |     | 16  |     |     | 9 pts  | 30       | 1   | 6   | 23  | 19   | 65   | -46   |
| 2006-2007 |     |     |     | 3   |     | 53 pts | 30       | 14  | 11  | 5   | 50   | 29   | +21   |
| 2007-2008 |     |     |     | 1   |     | 52 pts | 26       | 15  | 7   | 4   | 46   | 25   | +21   |
| 2008-2009 |     |     | 8   |     |     | 30 pts | 22       | 9   | 3   | 10  | 27   | 35   | -8    |
| 2009-2010 |     |     | ... |     |     | ...    | ...      | ... | ... | ... | ...  | ...  | ...   |